# Rhizopus oligosporus
Ризопус малоспоровый (лат. Rhizopus oligosporus) — вид зигомицетовых грибов, относящийся к роду Ризопус (Rhizopus). Заквасочная культура широко применяемая для производства темпе. По мере роста плесень образует пушистый белый мицелий, связывающий бобы вместе, чтобы создать съедобный «пирог» из частично катаболизированных соевых бобов.

## Таксономия
Rhizopus oligosporus Saito, Centralblatt für Bakteriologie 14: 626. 1905.
Многими источниками рассматривается как синоним вида Rhizopus microsporus Tiegh., или его разновидности Rhizopus microsporus var. oligosporus (Saito) Schipper & Stalpers.

### Использование
Является предпочтительной заквасочной культурой для производства темпе в домашних условиях и в промышленности. Он эффективно растет при высоких температурах (30—40 °C), которые типичны для индонезийских островов. Проявляет сильную липолитическую и протеолитическую активность, создавая желаемые свойства в темпе; производит метаболиты, которые позволяют ему подавлять и, таким образом, вытеснять другие плесневые грибы и грамположительные бактерии, включая потенциально опасные Aspergillus flavus и Staphylococcus aureus.
В настоящее время считается одомашненной формой Rhizopus microsporus, который продуцирует несколько потенциально токсичных метаболитов, ризоксин и ризонины A и B, но, похоже, одомашнивание и мутация генома R. oligosporus привели к потере генетического материала, ответственного за продукцию токсина.

### Свойства
Вид не встречается в природе и используется людьми. Штаммы Rhizopus oligosporus имеют большой диаметр (до 43 мкм) и споры неправильной формы с широко варьирующимся объемом (обычно в диапазоне 96—223 мм³). Rhizopus oligosporus имеет большие споры от субглобальных до глобальных и большое количество спор неправильной формы (> 10 %). Также имеет споры с непараллельными долинами и гребнями, а также плато, которые иногда являются зернистыми.

### Метаболиты
Грибок не производит вредных для человека метаболитов. Даже после употребления Rhizopus oligosporus производит антибиотик, который ограничивает грамположительные бактерии, такие как Staphylococcus aureus и Bacillus subtilis. Он также производит противогрибковое средство в виде белка хитиназы.